# François Péron
François Auguste Péron (Cérilly, 22 de agosto de 1775 - 14 de dezembro de 1810) foi um naturalista e explorador francês. A ele se deve o uso pioneiro do termo antropologia.. Foi também um oceanógrafo pioneiro e fez importantes experiências sobre a temperatura da água salgada a várias profundidades. Péron escreveu sobre os aborígenes da Tasmânia do canal de D'Entrecasteaux, no sudeste da Tasmânia. 

## Biografia
Era filho de um alfaiate e destinava-se inicialmente ao sacerdócio. Mas, com os alvores revolucionários, alistou-se nos exércitos da República em 1792, e foi ferido em Kaiserslautern. Quando ficou prisioneiro em Magdeburgo, começou a estudar história natural.
Em 1801 Péron viajou para a Austrália como naturalista na expedição Baudin. Com o artista Charles Alexandre Lesueur tomou os deveres de naturalista após a morte do zoólogo Maugé de Cely. Juntos recolheram mais de 100 000 espécimenes zoológicos.
Péron e Lesueur regressaram a Paris em 1804 e começaram a publicar as suas descobertas em Voyage de découvertes aux Terres Australes (Baudin morrera antes do regresso a França e a Voyage ... seria o relato oficial da expedição), cujo primeiro volume foi publicado em 1807. Péron também trabalhou na publicação Mémoire sur les éstablissements anglais à la Nouvelle Hollande. Morreu de tuberculose antes de poder publicar o segundo volumen de Voyage....

## Obra
- 1800. Observations sur l’anthropologie, ou l’Histoire naturelle de l’homme, la nécessité de s’occuper de l’avancement de cette science, et l’importance de l’admission sur la Flotte du capitaine Baudin d’un ou de plusieurs Naturalistes, spécialement chargés des Recherches à faire sur cet objet, Stoupe, Paris, an VIII
- 1803. -------; Lesueur, C.-A. ‘Observations sur le tablier des femmes Hottentotes, avec une note sur l’expédition française aux Terres Australes, et une étude critique sur la stéatopygie et le tablier des femmes Boschimanes, par le Dr Raphaël Blanchard’, Bulletin de la Société zoologique de France, vol. 8, 1883, pp. 15–33
- 1804. ‘Observations sur la dyssenterie des pays chauds et sur l’usage du bétel’, Journal de physique, de chimie, d’histoire naturelle et des arts, vol. 59, pp. 290–9
- 1804. ‘Mémoire sur le nouveau genre Pyrosoma’, Annales du Muséum national d’Histoire naturelle, tome 4, an XII, pp. 437–46, fólio 72
- 1804. ‘Mémoire sur quelques faits zoologiques applicables à la théorie du globe, lu à la Classe des Sciences physiques et mathématiques de l’Institut national (Séance du 30 vendémiaire an XIII)’, Journal de physique, de chimie, d’histoire naturelle et des arts, vol. 59, pp. 463–80, fólio i, ii
- 1805. ‘Notice d’un mémoire sur les animaux observés pendant la traversée de Timor au Cap Sud de la Terre de Van Diemen’, Bulletin des sciences de la Société philomatique, no. xi, 8º año, tomo iii, Nº 95, pluviôse an 13 [diciembrw 1804–enero 1805], pp. 269–70
- 1805. ‘Réponse de M. Péron, naturaliste de l’expédition de découvertes aux Terres Australes aux observations critiques de M. Dumont sur le tablier des femmes Hottentotes’, Journal de physique, de chimie et d’histoire naturelle, tomo lxi, 1805, pp. 210–17
- 1808. ‘Discours préliminaire d’un travail sur les Méduses’, Procès-verbaux des séances de l’Académie, Classe des Sciences physiques et mathématiques, tome iv, séances du 21 novembre 1808, 28 noviembre 1808 y 19 diciembre 1808, pp. 136, 140, 147
- 1808. ‘Notice sur quelques applications utiles des observations météorologiques à l’hygiène navale’, Journal de physique, de chimie, d’histoire naturelle et des arts, vol. 67, pp. 29–43
- 1808-1809. -------; Freycinet, L. Entdeckungsreise nach Australien unternommen auf Befehl Sr. Majestät des Kaisers von Frankreich und Königs von Italien mit den Korvetten der Geograph und der Naturalist, und der goelette Kasuarina in den Jahren 1800 bis 1804 (traducc. T. F. Ehrmann), Verlage des Landes-Industrie-Comptoirs, Weimar, 2 vols.
- 1809. A Voyage of Discovery to the Southern Hemisphere Performed by Order of the Emperor Napoleon, During the Years 1801, 1802, 1803, and 1804, impreso por Richard Phillips, Bridge Street, Blackfriars, by B. McMillan, Bow Street, Covent Garden, Londres
- 1809. ‘Des caractères génériques et spécifiques de toutes les espèces de Méduses connues jusqu’à ce jour’, Annales du Muséum national d’histoire naturelle, tomo 14, pp. 325–66
- 1809. ‘Tableau des caractères génériques et spécifiques de toutes les espèces de Méduses connues jusqu’à ce jour’, Annales du Muséum national d’histoire naturelle, tomo 14, [1810], pp. 325–66
- 1809. ‘Histoire générale et particulière de tous les animaux qui composent la famillle des Méduses’, Annales du Muséum national d’histoire naturelle, tome 14, pp. 218–28
- 1810. ‘Histoire de la famille des Molluques Ptéropodes’, Annales du Muséum national d’histoire naturelle, tomo 15, pp. 57–69, 2 fólios
- 1810. ‘Histoire du genre Firole: Firola’, Annales du Muséum national d’histoire naturelle, tomo 15, pp. 76–82
- 1810. ‘La conservation des diverses espèces d’animation dans l’alcool’, Journal de physique de chimie, d’histoire naturelle et des arts, vol. 71, pp. 265–88
- 1810. ‘Notice sur l’habitation des animaux marins’, Annales du Muséum national d’histoire naturelle, tomo 15, pp. 287–92
- 1810. ‘Notice sur l’habitation des phoques’, Annales du Muséum national d’histoire naturelle, tomo 15, pp. 293–00
- 1810. ‘Sur les Méduses du genre Equorée’, Annales du Muséum national d’Histoire naturelle, tomo 15, pp. 41–56
- 1817. Voyage de découvertes aux Terres Australes, exécuté par ordre de sa Majesté, l’Empereur et Roi, sur les corvettes le Géographe, le Naturaliste et la goëlette le Casuarina, pendant les années 1800, 1801, 1802, 1803 et 1804, L’Imprimerie Impériale, 3 vols. con atlas, París, 1807–17; vol. i, Historique, 1807; vol. ii, Historique [completó L. de Freycinet], 1816; vol. iii, Navigation et géographie [por L. de Freycinet], 1815; Atlas historique [C. A. Leseur & N. Petit]
- 1824. -------; de Freycinet, L. Voyage de découvertes aux Terres Australes, fait par ordre du gouvernement, sur les corvettes le Géographe, le Naturaliste et la goëlette le Casuarina, pendant les années 1800, 1801, 1802, 1803, 1804, 4 vols. codatlas, París
- 1830. ‘Sur la température de la mer soit à sa surface, soit à diverses profondeurs’, Annales du Muséum national d’histoire naturelle, tomo 5, año XIII (1804), pp. 123–48 [traduzido para inglês: ‘Fragment from Peron, with notices from other voyagers, on the Temperature of the Sea, at great depths, far from Land’, American Journal of Science, vol. xvii, pp. 295–9]

## Homenagens
O "Parque Nacional de Shark Bay François Péron" na costa oeste da Austrália leva o seu nome.

## Literatura
- Edward Duyker François Péron: An Impetuous Life: Naturalist and Voyager, Miegunyah/MUP, Melb., 2006, pp. 349, ISBN 978 0522 85260 8
- Émile Guillaumin. 1982. François Péron, enfant du peuple. Voyage de découvertes aux Terres australes. Les Marmousets. Collection régionale. Imprimerie Dole. Moulins (Allier) — Biografia de Péron.
- Georges Rigondet. 2002. François Péron, 1775-1810, et l'expédition du Commandant Nicolas Baudin - Les Français à la découverte de l'Australie. Éditions des Cahiers bourbonnais, Charroux. ISBN 2-85370-175-1